# قابل للإبطال
قابل للإبطال ، يعتبره القانون أنه عملية أو إجراءًا صحيحًا ولكن يمكن إلغاؤه أو أبطاله من قبل أحد أطراف العملية في وقتٍ لاحِق، لسببٍ من الأسباب، كأن يتوضَّح بأن العقد وُقِّع من شخصٍ قاصِر أو عديم الأهلية بعد إبرامه، أو انطِواء العقد على الغِشّ والاحتِيال. عادة ما يتم استخدام Voidable للتمييز الإبطال (أو باطل من البداية) وغير قابل للتنفيذ.

## تعريف
يشار عادة إلى فعل إبطال العقد من قبل الطرف الذي له الحق في إبطال العقد القابل للإبطال فإما يبطال العقد (في الولايات المتحدة وكندا) أو تجنب العقد (في المملكة المتحدة وأستراليا وغيرها من دول القانون العام)).
يعرّف قاموس بلاكس لو (المتعلق بقانون الولايات المتحدة) بأنه قابل للإبطال على النحو التالي:
” قابل للإبطال. ما يمكن تجنبه أو إعلان بطلانه؛ ليست باطلة تمامًا، أو باطلة في حد ذاتها من قبل إحدى اطراف العملية. تستورد فعلاً صحيحاً يمكن تجنبه بدلاً من فعل غير صحيح يمكن التصديق عليه. الولايات المتحدة v Price، D.C. Iowa، 514 F.Supp. 477,4808 "

## حق الإلغاء
بشكل عام، يحق لأي طرف من أطراف العملية أن يختار بين إلغاء العملية أو تأكيدها. إن تجنب العملية القابلة للإبطال يرقى إلى إلغائها أو ممارسة سلطة الإلغاء، وبالتالي فهي تخضع للقانون العام في هذا الصدد. يمكن إلغاء حق الإلغاء. في القانون العام، يُقال عمومًا أن هناك أربعة «حواجز» للإلغاء، حيث يؤدي أي منها إلى عدم اعتبار الاتفاقية لاغية:
1)تأخير
2)تأكيد (أو تصديق)
3)العودة إلى الوضع السابق أمر مستحيل
4)حقوق الطرف الثالث
على الرغم من اختلاف القانون من بلد إلى اخر، فإن معظم الخلافات المتعلقة بما إذا كانت المعاملة باطلة أو قابلة للإبطال تكمن في القدرة على نقل الملكية إلى السلع. في العديد من الولايات القضائية، إذا كانت العملية صحيحة، لكنها قابلة للإبطال، لا تزال ملكية السلعة تنتقل بموجب العملية، ويجوز للمستلم بيعها بعنوان جيد. إذا كانت العملية باطلة، فلا يمر أي حق، ويجوز للبائع الأصلي استرداد البضائع.